# Office des personnes handicapées du Québec
L'Office des personnes handicapées du Québec est un organisme public du gouvernement du Québec créé en 1978. Sa constitution est enchâssée dans la Loi assurant l’exercice des droits des personnes handicapées en vue de leur intégration scolaire, professionnelle et sociale (RLRQ, c. E-20.1).
Son conseil d’administration est composé de seize membres ayant le droit de vote. Ces membres proviennent de divers horizons de la société civile. Par exemple, ils sont des parents et des proches de personnes handicapées, des représentants et des représentantes choisis après consultation auprès du monde syndical, du monde patronal, des ordres professionnels et du mouvement d’action communautaire autonome des personnes handicapées.
Son ministre responsable est le ministre délégué de la Santé et des Services sociaux, monsieur Lionel Carmant.

## Mission
L’Office des personnes handicapées du Québec veille au respect de la Loi assurant l’exercice des droits des personnes handicapées en vue de leur intégration scolaire, professionnelle et sociale (RLRQ, c. E-20.1).
Il s’assure que les organisations poursuivent leurs efforts à l’égard de la participation sociale des personnes handicapées.
Il exerce ainsi des responsabilités de promotion, de coordination, de conseil et d’évaluation.
De plus, l’Office informe, conseille, assiste et fait des représentations en faveur des personnes handicapées et de leur famille, tant sur une base individuelle que collective.

## Vision
La vision de l’Office est celle d’une organisation qui contribue, par son leadership et son expertise, à faire du Québec une société plus inclusive, solidaire et respectueuse des besoins des personnes handicapées et de leur famille.

## Fonctions
L’Office exerce une combinaison unique de fonctions pour réaliser sa mission :
- conduire des travaux d’évaluation et de recherche sur la participation sociale des personnes handicapées au Québec, donnant lieu à des recommandations basées sur l’analyse de données fiables;
- conseiller le gouvernement, les ministères, les organismes publics et privés ainsi que les municipalités sur toute initiative publique pouvant avoir un impact sur la participation sociale des personnes handicapées;
- concerter les partenaires et collaborer avec les organisations concernées dans la recherche de solutions efficaces et applicables pour réduire les obstacles à la participation sociale des personnes handicapées;
- offrir des services directs aux personnes handicapées, à leur famille et leurs proches.